# Jim Yester
James Yester (24 novembre 1939) è un musicista statunitense, membro dei gruppi The Lovin' Spoonful e The Association.

## Biografia
Jim Yester è nato a Birmingham, in Alabama, ed è il fratello maggiore del musicista Jerry Yester, anch'egli membro The Lovin' Spoonful. È entrato a far parte della band The Association nel 1965. Hanno pubblicato successi come Windy, Never My Love e Cherish.